# 罗缅语
罗缅语是一种在中国云南省元阳县上新城乡新亚拥南部彝语支语言(孙东波2011)。